# مریم پالیزگیر
مریم پالیزگیر (انگلیسی: maryam palizgir) هنرمند تجسمی ، مدرس هنر در دانشگاه و کنشگر اجتماعی ایرانی ساکن شهر نیویورک است.

## زندگی‌نامه
وی دانش‌آموخته رشته گرافیک در دانشگاه الزهرا و دارای مدرک کارشناسی ارشد هنرهای زیبا از دانشگاه ایالتی جرجیا است جایی که در آن به تدریس هنر نیز پرداخته است. کارهای او در نمایشگاه‌های متعدد در جهان به نمایش درآمده است.
استفاده از مواد طبیعی و دست ساز ایرانی، طراحی در فضا با نور و نخ و دلالت‌های اجتماعی به مسائل روز را می‌توان از مهم‌ترین ویژگی‌های کار این هنرمند به شمار آورد.
مریم پالیزگیر برنده جایزه نخست هنرهای مفهومی  در ششمین جشنواره بین المللی فیلم سبز شده است.